# Belinda Benčić
Belinda Bencic (slk: Belinda Benčičová, Flawil, 10. ožujka 1997.) švicarska je tenisačica slovačkoga porijekla.

## Životopis
Bencic je počela trenirati tenis sa šest godina.
Dana 8. lipnja na juniorskom Grand Slam turniru French Openu osvojila je prvo mjesto. Dana 6. srpnja Belinda Benčić osvajanjem dvostruke krune na juniorskom Grand Slam turniru Wimbledonu upisala je svoj do tada najveći uspjeh.
Od 2016. do 2018. Bencic se borila s raznim ozljedama, padajući izvan prvih 300 na ljestvici. Zatim je 2019. ostvarila svoju najbolju sezonu do tada: osvojila je svoj drugi naslov Premier-5 na Dubai Championshipsu, plasirala se u svoje prvo veliko polufinale na US Openu, kvalificirala se za svoje prvo WTA finale (gdje je stigla do polufinala) i završila godinu među prvih 10 po prvi put, što joj je pomoglo da osvoji nagradu za WTA igračicu godine koja se vratila. Godine 2021. Bencic je osvojila svoj najveći naslov u karijeri osvojivši zlatnu medalju na Olimpijskim igrama u Tokiju, a osvojila je i srebro u ženskim parovima. Nakon porodiljnog dopusta koji je započeo u rujnu 2023., Benčić se vratila na turneju 2024.

## Vanjske poveznice
- Službena stranica